# Liste der Kulturgüter in Rehetobel
Die Liste der Kulturgüter in Rehetobel enthält alle Objekte in der Gemeinde Rehetobel im Kanton Appenzell Ausserrhoden, die gemäss der Haager Konvention zum Schutz von Kulturgut bei bewaffneten Konflikten, dem Bundesgesetz vom 20. Juni 2014 über den Schutz der Kulturgüter bei bewaffneten Konflikten sowie der Verordnung vom 29. Oktober 2014 über den Schutz der Kulturgüter bei bewaffneten Konflikten unter Schutz stehen.
Objekte der Kategorie A sind im Gemeindegebiet nicht ausgewiesen, Objekte der Kategorie B sind vollständig in der Liste enthalten, Objekte der Kategorie C fehlen zurzeit (Stand: 1. Januar  2023). Unter übrige Baudenkmäler sind zusätzliche Objekte zu finden, die gemäss Angaben des kantonalen Denkmalschutzes als kommunale Kulturobjekte eingestuft wurden und nicht bereits in der Liste der Kulturgüter enthalten sind.

## Kulturgüter
| Foto |                                                                                 | Objekt                                     | Kat. | Typ | Standort                                 | Beschreibung |
| ---- | ------------------------------------------------------------------------------- | ------------------------------------------ | ---- | --- | ---------------------------------------- | --- |
| ja   | Datei hochladen · Wikidata zu Gedeckte Holzbrücke - Teil Rehetobel (Q131106896) | Gedeckte Holzbrücke KGS-Nr.: 00470         | B    | G   | Achmüli 751902 / 255290                  | Objekt liegt zur Hälfte auf dem Gemeindegebiet von Rehetobel und Speicher (KGS-Nr. 17224). |
| ja   | Datei hochladen · Wikidata zu Bauernhaus (Q29651046)                            | Bauernhaus KGS-Nr.: 00471                  | B    | G   | Michlenberg 3 753838 / 254352            | Haus im grösseren Weiler Michlenberg an der alten Saumstrasse nach Oberach. Sonnengebräuntes Holzgiebelhaus vermutlich im 17. Jahrhundert erbaut. |
| ja   | Datei hochladen · Wikidata zu Bäuerliches Fabrikantenhaus (Q29651032)           | Bäuerliches Fabrikantenhaus KGS-Nr.: 00473 | B    | G   | Lobenschwendistrasse 16 753120 / 254187  | Gebaut vermutlich in der zweiten Hälfte 17. Jh. Gemäss Ortsüberlieferung zwischenzeitlich auch als Wirtschaft genutzt. |
| ja   | Datei hochladen · Wikidata zu Bäuerliches Fabrikantenhaus (Q29651025)           | Bäuerliches Fabrikantenhaus KGS-Nr.: 00474 | B    | G   | Städeli 1 754635 / 254633                | Bäuerliches Fabrikantenhaus vermutlich in der zweiten Hälfte 17. Jh. gebaut, mit dem Renovationsdatum «1959» im Giebelfeld eingeritzt. |
| ja   | Datei hochladen · Wikidata zu Reformierte Kirche (Q29651061)                    | Reformierte Kirche KGS-Nr.: 00476          | B    | G   | St. Gallerstrasse 1 754198 / 254828      | Nach Dorfbrand von 1890 neu erbaut 1891–92 von Karl Ramseyer, neugotisch, an Stelle einer Barockkirche (1737) von Jakob Grubenmann; Innenrestauration von 1959–60 durch Robert Fässler. Aussenrestauration 1980. |
| ja   | Datei hochladen · Wikidata zu Wirtshaus zum Bären (Q29651063)                   | Wirtshaus «zum Bären» KGS-Nr.: 00477       | B    | G   | Robach 25 753017 / 255380                | Sogenanntes Urwaldhaus, Wirtschaft zum Bären, ältestes Haus der Gemeinde, Kernbau im Jahr 1550 mit sogenanntem «Pestloch» und Seelenfenster, verändert zu heutiger Gestalt im 18. Jahrhundert. Im 20. Jahrhundert von Bärenwirtin Frida Fässler beseelt. Verschiedene Umbauetappen bis 2005, seit 2003 Stiftung Bären |
| ja   | Datei hochladen · Wikidata zu Bauernhaus (Q29651034)                            | Bauernhaus KGS-Nr.: 11391                  | B    | G   | Ettenberg 8 754539 / 255625              | Bauernhaus, ehemals mit «Stadel» an der Südwestseite. Nur ein volles Wohngeschoss, sonst viergeschossig. Baujahr «1758» im Giebelfeld eingeschnitzt. |
| ja   | Datei hochladen · Wikidata zu Bauernhaus (Q29651037)                            | Bauernhaus KGS-Nr.: 11393                  | B    | G   | Lochersebni 5 755257 / 254620            | Die Jahreszahl «1661» ist an einem Balken des Giebelfeldes eingeschnitzt. Mit einem einzigen vollen Wohngeschoss. Viergeschossig mit ringsum geschindeltem «Stadel» |
| ja   | Datei hochladen · Wikidata zu Bauernhaus (Q29651043)                            | Bauernhaus KGS-Nr.: 11394                  | B    | G   | Nasen 16 755771 / 254570                 | Umgebaut vermutlich im 18. Jahrhundert. Eingebrannte Jahreszahl 1574 in einem Balken des Giebelfeldes (1969 unter dem Täfer entdeckt). |
| ja   | Datei hochladen · Wikidata zu Bauernhaus (Q29651040)                            | Bauernhaus KGS-Nr.: 11395                  | B    | G   | Nord 5 753838 / 255613                   | Guterhaltenes Bauernhaus, erstes Viertel 18. Jh., mit barock geschweiften Pfettenkonsolen ostsüdostwärts gerichtet. |
| ja   | Datei hochladen · Wikidata zu Bäuerliches Fabrikantenhaus (Q29651028)           | Bäuerliches Fabrikantenhaus KGS-Nr.: 14876 | B    | G   | Unterer Michlenberg 7, 9 753877 / 254301 | |
| ja   | Datei hochladen · Wikidata zu Bauernhaus (Q29651049)                            | Bauernhaus KGS-Nr.: 14877                  | B    | G   | Unterer Michlenberg 10 753906 / 254287   | |
| ja   | Datei hochladen · Wikidata zu Ehemaliges Weberhaus (Q29651052)                  | Ehemaliges Weberhaus KGS-Nr.: 14878        | B    | G   | Unterer Michlenberg 5 753858 / 254292    | Im Giebelfeld in die Strickbalken eingeschnitzt die Antiquainschrift (1965 durch Entfernung des Täfers wieder sichtbar gemacht): «MÄSTER 1628 HANS SCHLÄPFER / WO . DER . HER . NIX DAS HVS BAWT SO ARBEITE SEINE BAWLVTUMB.SONST.DARAN.» Bauern- oder Weberhaus ohne «Stadel»-Anbau. Reihenfenster (4 + 5 + 2/3 + 4/3/2 kleinere). |
| ja   | Datei hochladen · Wikidata zu Ehemaliges Weberhöckli (Q29651054)                | Ehemaliges Weberhöckli KGS-Nr.: 14879      | B    | G   | Städeli 3 754682 / 254638                | |
| ja   | Datei hochladen · Wikidata zu Wohnhaus (Q29651066)                              | Wohnhaus KGS-Nr.: 14880                    | B    | G   | Robach 22 753058 / 255405                | Bauernhaus, wohl zweite Hälfte 17. Jh., mit kielbogig ausgeschnittenen Türstürzen. In der Stube ein zweiachsiger, zweigeschossiger Wandschrank aus Kirschbaumholz, 19. Jh. |
| ja   | Datei hochladen · Wikidata zu Velomuseum Rehetobel (Sammlung) (Q123422971)      | Velomuseum Rehetobel KGS-Nr.: 16662        | B    | S   | Heidenerstrasse 4 754411 / 254790        | Es ist eine Sammlung historischer Fahrräder mit Objekten aus zwei Jahrhunderten. Vom Beginn des Zeitalters des Fahrrades bis in die Gegenwart. Die Sammlung zeigt Dinge, die mit der Geschichte des Fahrrades in Verbindung stehen, von der Kleidung über Accessoires bis zu Vereinsinsignien. Bei der Entwicklung der Sammlung sind die Akzente so gesetzt, dass Wert auf den Lokalbezug der Herkunft und die Originalität des Zustandes gelegt wird. Zudem wird das Fahren mit den noch tauglichen Fahrzeugen gepflegt, nach dem Motto «Die Geschichte des Fahrrades erfahren». |

## Übrige Baudenkmäler
| ID  | Foto |                                                                        | Objekt                      | Typ | Standort                            | Beschreibung |
| --- | ---- | ---------------------------------------------------------------------- | --------------------------- | --- | ----------------------------------- | ------------ |
| 11  | ja   | Datei hochladen                                                        | Haus                        | G   | St. Gallerstrasse 2 754231 / 254832 |              |
| 14  | ja   | Datei hochladen · Wikidata zu Zusammengebautes Bürgerhaus (Q131148679) | Zusammengebautes Bürgerhaus | G   | Dorf 1 754241 / 254832              |              |
| 15  | ja   | Datei hochladen · Wikidata zu Zusammengebautes Bürgerhaus (Q131149197) | Zusammengebautes Bürgerhaus | G   | Dorf 3 754252 / 254835              |              |
| 17  | ja   | Datei hochladen · Wikidata zu Bürgerhaus (Q131149567)                  | Bürgerhaus                  | G   | Dorf 5 754266 / 254836              |              |
| 19  | ja   | Datei hochladen                                                        | Bürgerhaus                  | G   | Sägholzstrasse 5 754369 / 254793    |              |
| 20  | ja   | Datei hochladen · Wikidata zu Bürgerhaus (Q131149953)                  | Bürgerhaus                  | G   | Sägholzstrasse 7 754380 / 254783    |              |
| 21  | ja   | Datei hochladen · Wikidata zu Bürgerhaus (Q131149994)                  | Bürgerhaus                  | G   | Sägholzstrasse 9 754390 / 254769    |              |
| 42  | ja   | Datei hochladen · Wikidata zu Haus zur Post (Q131150137)               | Haus zur Post               | G   | Dorf 6 754282 / 254841              |              |
| 101 | ja   | Datei hochladen · Wikidata zu Haus (Q131156018)                        | Haus                        | G   | Hüseren 1 754230 / 254939           |              |
| 104 | ja   | Datei hochladen · Wikidata zu Bürgerhaus (Q131156201)                  | Bürgerhaus                  | G   | Hüseren 5 754260 / 254946           |              |
| 147 | ja   | Datei hochladen · Wikidata zu Wohnhaus (Q131156584)                    | Wohnhaus                    | G   | Holderenstrasse 33 753996 / 254791  |              |
| 964 | ja   | Datei hochladen                                                        | Abdankungshalle             | G   | Kirchstrasse 754157 / 254878        |              |

Legende: Siehe Legende der Liste der Kulturgüter von nationaler und regionaler Bedeutung. Anstelle der KGS-Nummer wird als Objekt-Identifikator (ID) die Gebäudenummer der kantonalen Denkmalpflege angegeben.